# Istoria Arabiei Saudite
Locuită din mileniul I î.Hr. de triburi arabe care întemeiază mici regate efemere, Peninsula Arabia este unificată pentru prima dată  între 630 și 635 de Muhammad (Mahomed), întemeietorul islamismului. De aici pornesc cavalerii arabi care vor răspândi noua religie prin Africa de Nord până în Spania, iar în Asia până în inima Indiei. O dată cu decăderea Califului Abbasid, în Peninsula Arabică iau naștere, în secolele 9 – 10, mici principate feudale, care ajung în secolul 16 suzeranitatea Imperiului Otoman, situație menținută cu întreruperi până în 1918. 

Muhammad Ibn Al-Wahhab pune în Nejd, după 1740, bazele unei secte islamice puritane și militante, câștigând de partea sa și pe emirul de Daraiyya, Muhammad Ibn Saud, fondatorul actualei dinastii dominatoare din Arabia Saudită. Ibn Saud și fiul său cuceresc Nejdul, unificând aproape întreaga peninsulă sub autoritatea dinastiei saudite, dar statul Wahhabit este înfrânt în 1818 de forțe britanice și egiptene. Eșuează astfel prima tentativă de constituire a unui stat saudit. 
Începând  cu 1902, Abd al-Aziz II Ibn Saud (1902 –1953), emir din Nejd și imam al wahhabiților, reconstituie statul wahhabit și unește sub autoritatea sa cea mai mare parte a Peninsulei Arabică. La 23 septembrie 1932 el ia titlul de rege al Arabiei.
În 1933, pentru a contracara influența britanică atotputernică  în zonă , suveranul acordă  primele concesiuni companiilor petroliere nord-americane, dar exploatarea comercială  a celor mai bogate zăcăminte de petrol ale lumii începe după 1945, când statul saudit devine primul producător și exportator  al Orientului Mijlociu, situațe menținută neschimbată până astăzi.
Arabia Saudită va rămâne în epoca postbelică un aliat fidel al SUA. După invadarea Kuwaitului vecin de către Irak (2 august 1990), Washingtonul va inița, împreună cu autoritățile saudite, o vastă coaliție împotriva lui Saddam Hussein victorioasă în războiul din Golf (ianuarie – februarie 1991). Regimul autocrat de la Riyadh, gardian al celor două locuri sacre ale islamului (Mecca și Medina), unde anual se reunesc pentru scurt timp circa două milioane de pelerini din întreaga lume musulmană, sprijină cu consecvență, grație veniturilor petroliere, mișcările islamiste dinăuntru și din afara lumii arabe. 